# 닭새우하목
닭새우하목(Achelata)은 십각목에 속하는 갑각류 하목의 하나이다. 닭새우와 매미새우 등 대형 바다 새우류를 포함하고 있다.

## 하위 분류
- 닭새우과 (Palinuridae) - Synaxidae 포함[1]
- 매미새우과 (Scyllaridae)
- † Cancrinidae
- † Tricarinidae